# سامتر جنوبی (کارولینای جنوبی)
سامتر جنوبی(به انگلیسی: South Sumter) شهری در ایالت کارولینای جنوبی کشور ایالات متحده آمریکا است که جمعیت آن در سرشماری سال ۲۰۱۰ میلادی، ۲٬۴۱۱ نفر بوده‌است.